# Azuma Koshiishi

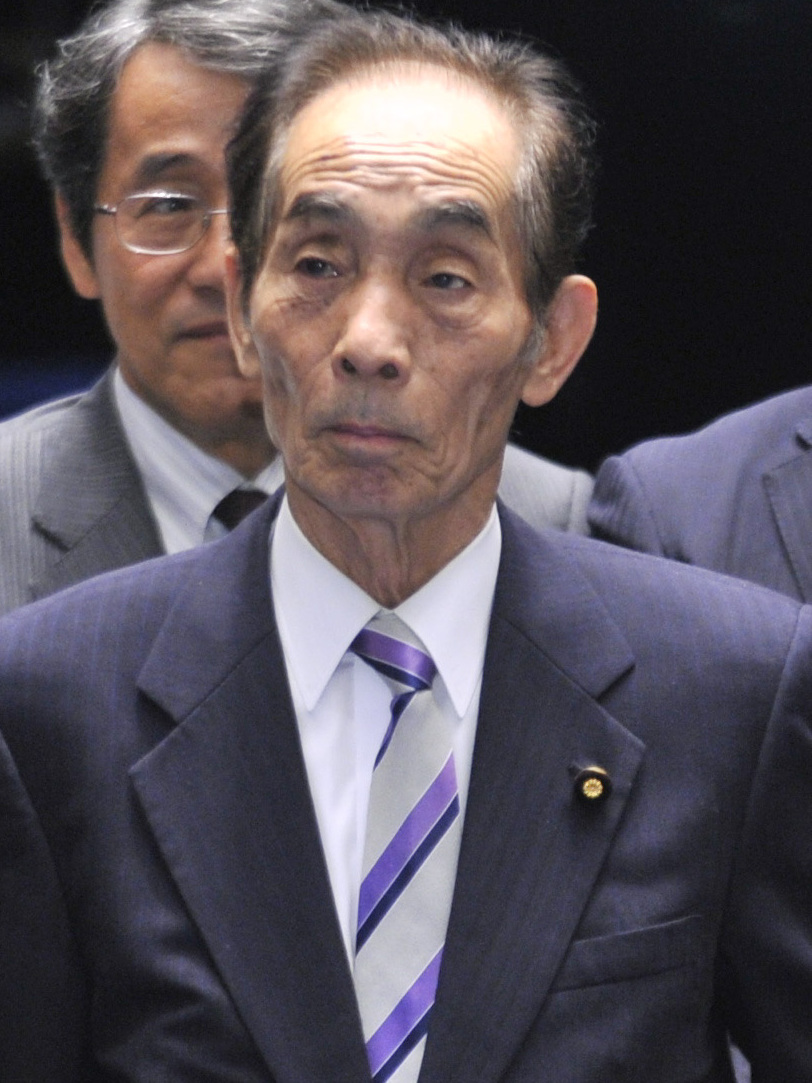
Azuma Koshiishi 2015

Azuma Koshiishi (jap. 輿石 東, Koshiishi Azuma; * 14. Mai 1936 in Nirasaki, Präfektur Yamanashi, Japan) ist ein ehemaliger japanischer Politiker (Sozialistische Partei Japans→Sozialdemokratische Partei→Demokratische Partei,  Yokomichi-Gruppe→Demokratische Fortschrittspartei) und war Abgeordneter in beiden Kammern des nationalen Parlaments, von 2013 bis 2016 Oberhausvizepräsident.
Koshiishi, Absolvent der staatlichen Tsuru Tanki Daigaku („Kurzuniversität Tsuru“), arbeitete zunächst als Grundschullehrer. In den 1980er Jahren stieg er in der Lehrergewerkschaft Yamanashi auf. Ab 1986 war er Vorsitzender des Gewerkschaftsverbandes Rengō Yamanashi.
Seit der Wahl von 1990 gehörte Koshiishi als Kandidat der Sozialistischen Partei Japans für Yamanashi dem Shūgiin, dem Unterhaus an. 1996 wurde er im neu geschaffenen 1. Wahlkreis Yamanashi als Kandidat der neuen Demokratischen Partei abgewählt. 1998 wurde er als Unabhängiger für Yamanashi (ein Sitz pro Wahl) ins Sangiin gewählt und 2004 nun wieder für die Demokratische Partei im Amt bestätigt. Im Sangiin war er von 2003 bis 2004 Vorsitzender des Verkehrsausschusses. 2010 wurde er mit knappem Vorsprung auf die Liberaldemokratin Noriko Miyagawa wiedergewählt.
Ab 2004 war Koshiishi Generalsekretär (kanjichō), von 2006 bis 2013 dann Vorsitzender der Sangiin-Fraktion der Demokratischen Partei. Im Parteivorstand war er von 2007 bis 2009 stellvertretender Parteivorsitzender (daihyō daikō), von 2011 bis 2012 Generalsekretär unter Yoshihiko Noda. Nach der Sangiin-Wahl 2013, bei der die Demokraten den Status als stärkste Partei nach sechs Jahren an die Liberaldemokraten verloren, wurde Koshiishi zum Vizepräsidenten gewählt. Zur Wahl 2016 trat er nicht mehr an.